# Вулиця Весніна
Вулиця Весніна — вулиця у Харкові, у Київському районі. Йде від Центрального парку до вулиці Григорія Сковороди. На ділянці від Сумської вулиці до кінця є важливою транспортною артерією. Вулиця була заснована в перші роки радянської влади і спочатку називалась Новопрокладеною, а з 1936 року — вулицею Миколи Островського. Теперішню назву на честь радянського архітектора Олександра Весніна вулиця носить принаймні з 1954 року.

## Розташування
Вулиця починається глухим кутом і спочатку йде краєм Центрального парку. Тут на ній закінчується провулок Глісада Джуса. Після перетину Сумської вулиці вулицею Весніна слідує значний потік автомобілів. Вона перетинає Мироносицьку й Чернишевську вулиці, на ній закінчується вулиця Алчевських. Далі вулицю Весніна перетинає проїзд від Дизайнерського провулка до майдану Іподрому. Закінчується вулиця перехрестям з вулицею Григорія Сковороди. Прямим продовженням вулиці за перехрестя є Журавлівський узвіз, який веде в бік Журавлівки й Салтівки.

## Назва
Початково вулиця мала назву Новопрокладена (рос. Новопроложенная). Від 1936 року носила ім'я Миколи Островського (1904—1936), радянського письменника, який помер того ж року, а в останні роки свого життя часто лікувався в Харкові. В роки німецької окупації (1942—1943) рішенням міськуправи від 7 вересня 1942 року вулиця короткий час знову мала назву Новопрокладена.
У списку вулиць 1954 року вулиця вже має теперішню назву. Назва дана на честь радянського архітектора-конструктивіста Олександра Весніна. Для Харкова брати Весніни на початку 1930-х років спроєктували велетенський театр, який мав розташовуватись в районі нинішнього Дзеркального струменя, але через перенесення столиці УРСР до Києва так ніколи й не був побудований.

## Історія
Вулиця заснована в перші роки радянської влади. В кінці 1920-х — 1930-ті роки вулиця забудована багатоповерховими житловими домами й адміністративними будівлями. Багато будинків постраждали під час Другої світової війни й були відновлені невдовзі після неї. У 1950 році завершено будівництво корпусу студентського гуртожитку Харківського політехнічного інституту на розі вулиць Весніна й Чернишевської.
В кінці 1960-х років проклали Журавлівський узвіз від кінця вулиці Весніна до вулиці Шевченка. Новий узвіз і проведена вздовж нього трамвайна лінія значно підвищили транспортне значення вулиці Весніна, зробивши її найкоротшим шляхом із Нагірного району до нового Салтівського житлового масиву.